# Metallura eupogon
La metalura barbafuego, colibrí bayo rosado o colibrí barba de fuego (Metallura eupogon), es una especie de ave apodiforme de la familia Trochilidae (los colibríes) perteneciente al género Metallura. Es endémica de regiones alto-andinas del centro de Perú.

## Distribución y hábitat
Se distribuye únicamente a lo largo de la pendiente oriental de la cordillera de los Andes del centro de Perú, desde inmediatamente al sur del río Huallaga en Huánuco hacia el sur hasta el río Apurímac.
Esta especie es considerada localmente bastante común en sus hábitats naturales: los claros abiertos con arbustos de melastomáceas y ericáceas en bosques nubosos abundantes en musgos, alternando con pajonales y ambientes arbustibos a lo largo del límite del bosque. También en los pastizales de páramos adyacentes. En altitudes entre 2900 y 4000 m, más común por arriba de los 3500 m.

## Sistemática

### Descripción original
La especie M. eupogon fue descrita por primera vez por el ornitólogo alemán Jean Cabanis en 1874 bajo el nombre científico Urolampra eupogon; su localidad tipo es: «Maraynioc, Junín, Perú».

### Etimología
El nombre genérico femenino «Metallura» es una combinación de las palabras del griego «metallon» que significa ‘metal’, y «oura» que significa ‘cola’; y el nombre de la especie «eupogon», se compone de las palabras del griego «eu» que significa ‘bueno’, y «pōgōn» que significa ‘barba’.

### Taxonomía
En el pasado, las especies Metallura baroni y M odomae fueron tratadas como subespecies de la presente, pero las diferencias de coloración soportan la separación como especies plenas. Es monotípica.